# سیارک ۱۰۷۶۴
سیارک ۱۰۷۶۴ (به انگلیسی: 10764 Rubezahl، نامگذاری:1990TK13) ده هزار و هفتصد و شصت و چهارمین سیارک کشف شده‌است که در ۱۲ اکتبر ۱۹۹۰ کشف شد.
قدر مطلق سیارک برابر ۱۲٫۹۰ است.